# Amal Murkus

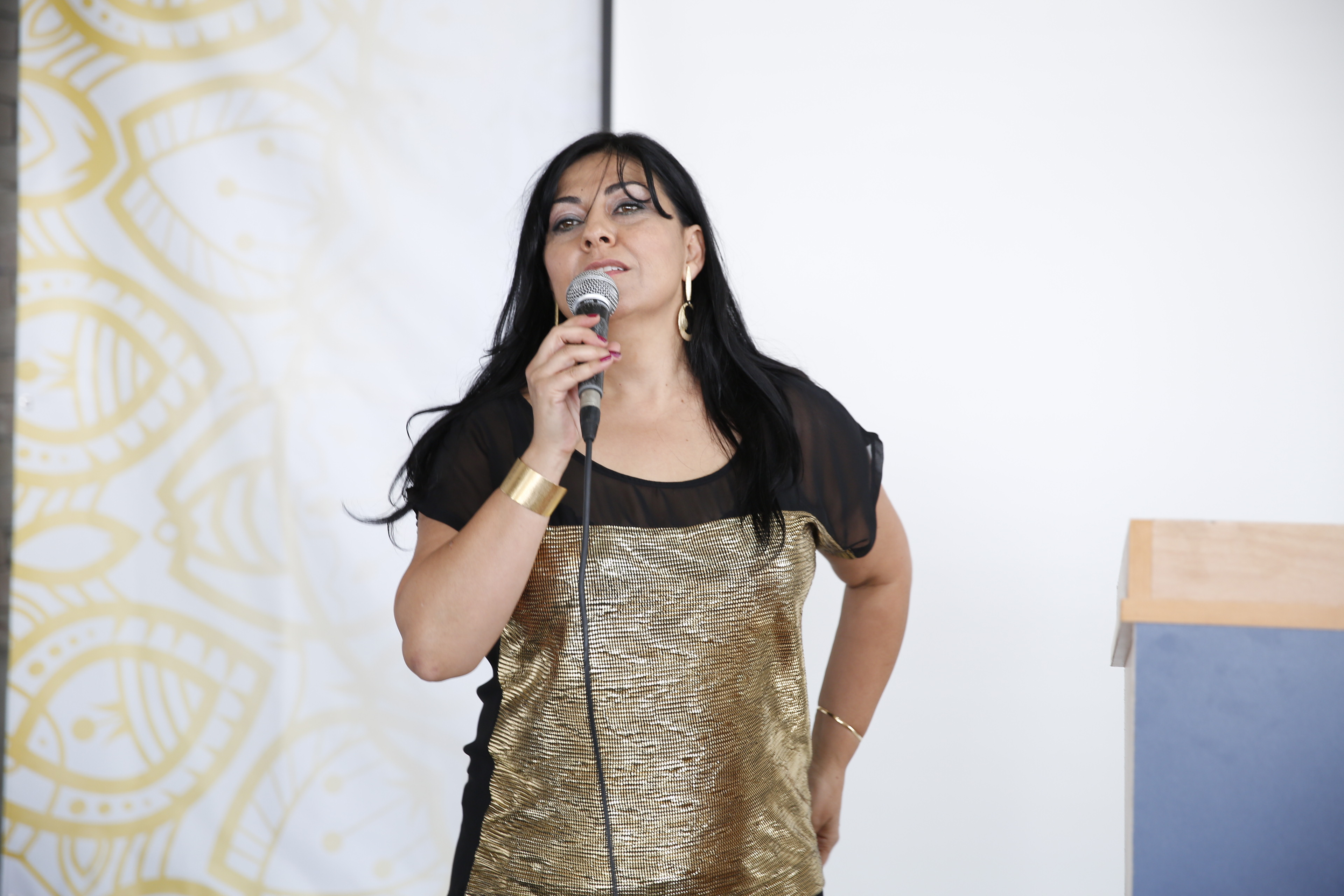
Amal Murkus

Amal Murkus, arabisch أمل مرقس, DMG Amal Murqus (* 11. Juli 1968 in Kafr Jasif, nordöstlich von Akkon), ist eine palästinensische Sängerin aus Israel.

## Leben
Murkus kommt aus einer bekannten christlichen Familie. Ihr Vater, Nimr Murkus, ist Mitglied der kommunistischen Partei, und auch ihre fünf Schwestern sind politisch oder öffentlich tätig. Sie lernte in der Schauspielakademie Beit-Zwi Tel Aviv-Jaffa und spielte im israelischen Film und Fernsehen.
Murkus sang zusammen mit Joan Baez, Robert Wyatt, Mercedes Sosa, Glykeria und andern bei internationalen Auftritten. Zudem hatte sie eine freitägliche Sendung im Radio Ashams.

## Diskografie
- 1998: Amal
- 2004: Schoak
- 2007: Na’na ya Na’na
- 2011: Baghanni

## Filmografie (Auswahl)
- 1997: Die Milchstraße (Shvil Hahalav)
- 2021: Cinema Sabaya